# Трудове (Бухар-Жирауський район)
Трудове́ (каз. Трудовое) — село у складі Бухар-Жирауського району Карагандинської області Казахстану. Входить до складу Зеленобалківського сільського округу.
Населення — 335 осіб (2021; 321 у 2009, 263 у 1999, 353 у 1989).
Національний склад станом на 1989 рік:
- росіяни — 32 %;
- німці — 31 %.

До 2001 року село називалось також Зелена Балка.